# Die Entstehung der englischen Arbeiterklasse
Die Entstehung der englischen Arbeiterklasse (The Making of the English Working Class) ist eine einflussreiche Arbeit über die englische Sozialgeschichte, geschrieben von Edward P. Thompson, einem Historiker der britischen „Neuen Linken“. Das Buch wurde 1963 (verbessert 1968) vom Verlag Victor Gollancz veröffentlicht und später bei Pelican neu aufgelegt. Zudem war es eines der frühen Bücher der Open University. Die deutsche Ausgabe ist mit über 1000 Seiten 1987 beim Suhrkamp-Verlag in zwei Bänden erschienen. Es konzentriert sich auf die englische Handwerker- und Arbeiterklasse der Jahre 1780 bis 1832. 
Im deutschen Buchtitel wird die Mehrdeutigkeit des englischen Originals nicht erreicht:
„Es heißt Making, denn was hier untersucht wird, ist ein aktiver Prozess, Resultat menschlichen Handelns und historischer Bedingungen. Die Arbeiterklasse trat nicht wie die Sonne zu einem vorhersehbaren Zeitpunkt in Erscheinung; sie war an ihrer eigenen Entstehung beteiligt.“

## Geschichte von unten
Thompson versucht, der Sozialgeschichte, die zu dieser Zeit eher strukturalistisch und ökonomistisch argumentierte, ein humanistisches Element zurückzugeben und kritisiert Ansätze, die die Protagonisten der Arbeiterklasse zu einem unmenschlichen statistischen Block machen. Diese Menschen seien nicht nur Spielbälle der Geschichte: Thompson zeigt sie als Akteure, die ihre Geschichte selber steuern. Er bespricht auch die populären Bewegungen, die oft in der Geschichte vergessen wurden, wie zum Beispiel die unverständlichen jakobinischen Gesellschaften. Thompson gibt sich große Mühe, die Lebenserfahrung der Arbeiterklassen neu darzustellen – dieser Blickwinkel machte das Werk zu einer einflussreichen Arbeit. 
Die Entstehung der englischen Arbeiterklasse gilt als Vorläufer einer „Geschichte von unten“. Thompson verwendet die Bezeichnung „Arbeiterklasse“ (working class), um das Hauptgewicht der Arbeit auf das Wachstum eines Klassenbewusstseins der Arbeiterschaft zu legen. Er behauptet in der Einleitung, dass „in den Jahren zwischen 1780 und 1832 die meisten Angehörigen der englischen Arbeiterklasse eine Identität von Interessen untereinander spürten und gegen ihre Führer und Unternehmer“. Klasse basiert für ihn auf unmittelbarer Erfahrung: 
„Indem Menschen ihre eigene Geschichte leben, definieren sie Klasse, und dies ist letzten Endes die einzige Definition.“
Es geht ihm um die weiterwirkenden Traditionen des „plebejischen Radikalismus“ und darum, mit Erinnerungsarbeit zur Reaktivierung solcher Traditionen beizutragen.

## Luddismus
Das Buch trug auch in einer breiteren Öffentlichkeit zu einem neuen Verständnis des Luddismus bei. So zeigte Thompson, dass die Ludditen in der Hauptsache nicht Gegner der neuen Technik waren, sondern Gegner der neuen Wirtschaftsbeziehungen (etwa der Abschaffung der Festpreise), die im Zuge ihrer Einführung durchgesetzt werden sollten. Die Zerstörung der Maschinen war eine organisierte und gezielte Aktionsform, die sich gegen bestimmte Eigentümer richtete, die zur Einhaltung der alten Regelungen bewegt werden sollten, während Maschinen anderer Eigentümer häufig verschont blieben. Die hohe Effizienz, Zielgerichtetheit und Organisiertheit der luddistischen Aktionen mit bis zu 100 Teilnehmern gilt Thompson auch als Anzeichen der großen Akzeptanz der Ludditen in ihren Gemeinden.